# 高峰圭二
高峰 圭二（たかみね けいじ、1946年7月6日 - ）は、日本の元俳優。本名、高橋 政彦（たかはし まさひこ）。
大阪府出身。桃山学院大学卒業。星野事務所に所属していた。

## 来歴
1960年、テレビドラマの出演者募集（一般公募）に応募して合格し、『竜巻小天狗』の主役に抜擢（）される。宝塚映画と契約し、関西を拠点に数々のドラマに出演した。18歳の時、青春ドラマ『若いいのち』で共演した近藤正臣と意気投合し、桜木健一らとともに親交を深める。
1972年、桜木主演の人気ドラマ『刑事くん』にゲスト出演した際、それを観たTBSのプロデューサー・橋本洋二から、次のウルトラマンの主役候補に選ばれる。桜木や近藤に誘われて受けたカメラテストで『ウルトラマンA』の主人公・北斗星司役に合格し、上京して彼らと同じ事務所に所属する。放送開始前の紹介記事では、「二人に負けないよう、この一作にかけて頑張ります」と述べている。
南夕子隊員役の星光子とともに主演した『A』の後半では北斗が単独で変身するようになるが、その際の変身ポーズは高峰と桜木が「仮面ライダーに負けないような変身ポーズを考えよう」と考案したものである。変身ポーズはいくつか考案されたが、採用されたのはもっともシンプルなものであったという。また、『A』最終話でAが地球から去る際に残した「優しさを失わないでくれ」の一連の台詞には強い思い入れを持っており、スタッフに「北斗がAであることを知られた後だから、僕に読ませて欲しい」との直談判に出たが叶わなかったため、ずっと心に残っていたという。
『ウルトラマンA』終了後は、必殺シリーズや『水戸黄門』『大岡越前』などの時代劇、2時間ドラマなどで活躍。1987年のインタビューでは、「私みたいに、特別なキャラクターを持たない役者がいてもいいのではないかと思っています」と述べている。
1998年に所属事務所を退社した後は表舞台に出なくなった時期もあったが、2004年には『ウルトラマンA』、2005年には『ウルトラマンタロウ』のDVD発売を記念して行われた座談会に出席している。また、ウルトラシリーズが誕生40周年を迎えた2006年には、映画『ウルトラマンメビウス&ウルトラ兄弟』で30数年ぶりに北斗を演じた。さらに『ウルトラマンメビウス』のテレビシリーズにも出演し、その第44話では星との再共演も果たした。

## 人物
- 趣味・特技は、水泳、読書、乗馬、スキー[2]。1972年の記事では、ガーデニング作りが趣味と答えている[10]。
- 阪神タイガースのファンである。
- 既婚で2人の息子がいる[11]。

## 出演

### テレビドラマ
- 竜巻小天狗（1960年、関西テレビ） - 主演・峰の小太郎
- 新吾二十番勝負（1961年、関西テレビ）
- 真田三銃士（1962年、日本テレビ） - 主演・猿飛佐助
- 部長刑事（朝日放送）
  - 第352話「異常性格」（1965年）
  - 第414話「南港埋立地」（1966年）
  - 第416話「四枚の切符」（1966年）
  - 第427話「十日の菊」（1966年）
  - 第445話「13分間の逃亡」（1967年）
  - 第446話「たった一人の」（1967年）
  - 第457話「都会の裏窓」（1967年）
  - 第466話「犬は鎖につなげ」（1967年）
  - 第472話「しみったれ」（1967年）
  - 第480話「天草の追跡」（1967年）
  - 第485話「しょうがなかった」（1968年）
  - 第497話「蛙の子は蛙」（1968年）
  - 第521話「他人のいのち」（1968年）
  - 第529話「青ざめたプライド」（1968年）
  - 第543話「彼らが失ったもの」（1969年）
  - 第547話「その弱みを突け」（1969年）
  - 第563話「哀れ蛾」（1969年）
  - 第613話「マヤ第一突堤」（1970年）
  - 第631話「青い鳩が死んだ」（1970年）
  - 第655話「夜の重役」（1971年）
  - 第667話「泥棒の家訓」（1971年）
- 若いいのち（1965年、よみうりテレビ） - 野島
- 横堀川（1966年、NHK総合）
- みだれがみ（1967年、NHK総合）
- 待っていた用心棒 第16話「刺客の条件」（1968年、NET） - 谷周吉
- 銭形平次（フジテレビ）
  - 第125話「夕顔の秘密」（1968年） - 定吉
  - 第173話「琴の爪」（1969年）  - 政吉
  - 第189話「能面の男達」（1969年） - 虎吉
  - 第193話「いぬ」（1970年） - 三吉
  - 第204話「江戸愚連隊」（1970年） - 仙太
  - 第592話「めぐりあい」（1977年） - 文吉
  - 第655話「他人が泣いてくれた」（1979年） - 徳次郎
  - 第681話「人情・一番花火」（1979年） - 弥七
  - 第740話「わたしは見ていた!」（1980年） - 幸太郎 　
  - 第779話「憎まれ天使たち」（1981年） - 定吉
  - 第807話「人情寿限無ばなし」（1982年） - 柳屋夢之助
  - 第844話「黒いお白州」（1983年） - 弥之助
  - 第859話「目撃者」（1983年） - 源三
  - 第882話「十手が泣いている」（1984年） - 弥助
- 素浪人 花山大吉（1969年、NET）
  - 第8話「棺桶かついで笑っていた」 - 百姓
  - 第26話「お化けを肴に呑んでいた」 - 豊さん
- 水戸黄門（TBS）
  - 第1部 第24話「謎の死紋 -亀田-」（1969年） - 藩士
  - 第5部 第21話「幽霊船の怪 -下関-」（1974年） - 芳造
  - 第14部 第21話「鬼が棲んでた地獄島 -佐渡-」（1984年） - 新吉
  - 第15部（1985年）
    - 第8話「母恋し五木の子守唄 -熊本-」 - 由三
    - 第18話「無念晴らした槍の仇討ち -福山-」 - 若宮要介

  - 第16部（1986年）
    - 第3話「関所に巣喰う鬼退治 -箱根-」 - 栄吉
    - 第31話「頑固くらべ献上茶釜 -山形-」 - 仙太

  - 第18部 第27話「妻が守った夫の武士道 -掛川-」（1989年） - 有田左内
  - 第19部 第26話「仇討ち小諸馬子唄 -小諸-」（1990年） - 大沢左門
  - 第20部 第33話「意地比べ恋の友禅 -金沢-」（1991年） - 久六
  - 第21部 第6話「秘伝運んだ孫娘 -浜田-」（1992年） - 徳兵衛
  - 第22部（1993年）
    - 第11話「弟思いのあほんだら兄貴 -大坂-」 - 久助
    - 第26話「誘拐された黄門様 -豊岡-」 - 為造

  - 第23部（1994年）
    - 第3話「泣き笑い幽霊旅籠 -熊谷-」 - 喜造
    - 第16話「八兵衛夢見た若旦那 -宮津-」 - 徳兵衛

  - 第24部 第2話「狙われた箱根の献上湯 -箱根-」（1995年） - 富造
  - 第25部 第34話「黄門さまは嫁奉行 -花巻-」（1997年） - 五郎蔵
- 緊急出社（1969年、NHK総合）
- 天使の羽根（1969年、NHK総合）
- 吉田松陰（1969年 - 1970年、関西テレビ）
- 燃えよ剣 第22話「流離の日」（1970年、NET） - 新作
- 裁きの家（1970年 - 1971年、フジテレビ） - 小田島修一
- 彦左と一心太助 第52話「一心世のため人のため」（1970年、TBS） - 平作
- 大岡越前（TBS）
  - 第2部（1971年）
    - 第18話「すっとび辰の失恋」 - 伊助
    - 第28話「祝盃」

  - 第13部 第6話「泣き笑い恋の鞘当て」（1992年） - 庄兵衛
  - 第14部 第4話「白洲で暴く恨みの謎」（1996年） - 治助
  - 第15部 第2話「殺しを見ていたお茶道具」（1998年） - 由兵衛
- ブラザー劇場（TBS）
  - 千葉周作 剣道まっしぐら 第24話「剣は愛をこめて」（1971年）- 旗本
  - 刑事くん
    - 第1部 第23話「九州から来たあいつ」（1972年） - 中山紘一
    - 第2部 第15話「父さんの背広」（1973年）
    - 第4部 第20話「愛と涙のパンチ」（1976年） - ヒロシ

  - 熱血猿飛佐助 第14話「若者よ大きく生きよう」（1973年） - 木の葉鬼太郎
- 東芝日曜劇場 / ひとひらの雲（1972年、TBS） - 北島
- 遠山の金さん捕物帳 第85話「さらわれた女」（1972年、NET） - 信吉
- ウルトラシリーズ
  - ウルトラマンA（1972年 - 1973年、TBS） - 主演・北斗星司
  - ウルトラマンタロウ 第33話「ウルトラの国 大爆発5秒前!」・第34話「ウルトラ6兄弟 最後の日!」（1973年、TBS） - 北斗星司
  - ウルトラマンメビウス 第44話「エースの願い」・第50話「心からの言葉」（2007年、CBC） - 北斗星司
  - ウルトラファイトビクトリー（2015年、テレビ東京） - ウルトラマンAの声
  - ウルトラマンZ 第19話「最後の勇者」（2020年、テレビ東京） - ウルトラマンAの声
- 陽はまた昇る（1973年、フジテレビ） - 高林伸夫
- 必殺シリーズ（朝日放送）
  - 必殺仕置人 第17話「恋情すてて死の願い」（1973年） - 作次郎
  - 必殺必中仕事屋稼業 第6話「ぶっつけ勝負」（1975年） - 惣太郎
  - 必殺仕置屋稼業 第26話「一筆啓上脅迫が見えた」（1975年） - 鉄吉
  - 必殺仕業人 第15話「あんたこの連れ合いどう思う」（1976年） - 吉之助
  - 必殺からくり人  第4話「息子には花婿をどうぞ」（1976年） - 村上新之介
  - 必殺からくり人・血風編  第10話「とらぬ狸の紅い舌」（1977年） - 源太
  - 新・必殺仕置人（1977年）
    - 第20話「善意無用」 - 徳之助
    - 第37話「生命無用」 - 銀平

  - 江戸プロフェッショナル・必殺商売人（1978年）
    - 第10話「不況に新商売の倒産屋」 - 久六
    - 第21話「暴走を操る悪の大暴走」 - 次郎

  - 必殺からくり人・富嶽百景殺し旅 第3話「駿州片倉茶園ノ不二」（1978年） - 溝口兵ヱ
  - 必殺仕事人（1980年）
    - 第42話「隠し技 暗闇とどめ刺し」 - 井垣浩之介
    - 第53話「惚れ技 情炎半鐘割り」 - 平次郎
    - 第73話「断絶技 激走! 一直線刺し」 - 勘太

  - 必殺仕舞人 第8話「坊さんかんざし買うを見た -高知-」（1981年） - 寅蔵
  - 新・必殺仕事人 第27話「主水 出張する」（1981年） - 須藤信之丞
  - 新・必殺仕舞人 第12話「けだもの狩りにはしげさ節」（1982年） - 菊千代
  - 必殺仕事人III 第31話「全財産をなくしたのは加代」（1983年） - 日下平八郎
  - 必殺仕事人IV 第20話「主水、宮本武蔵の子孫と試合をする」（1984年） - 清太郎
  - 必殺仕切人 第8話「もしも密林の王者が江戸に現れたら」（1984年） - 月岡利勝
  - 必殺仕事人V 第6話「りつ、減量する」（1985年） - 銀次
  - 必殺仕事人V・激闘編 第12話「頼み人は津軽のあやつり人形」（1986年） - 小吉
  - 必殺まっしぐら! 第4話「相手は長崎のぜいたく女」（1986年） - 篠田吉弥
  - 必殺仕事人V・旋風編 第5話「主水、Xマスプレゼントする」（1986年） - 加納源太夫
  - 新春仕事人スペシャル 必殺忠臣蔵（1987年） - 堀部安兵衛
  - 必殺仕事人V・風雲竜虎編 第5話「一夫多妻家族悲しき暴走」（1987年） - 巳代松
  - 必殺仕事人ワイド 大老殺し 下田港の殺し技珍プレー好プレー（1987年） - 森山多吉郎
  - 必殺ワイド・新春 久しぶり!主水、夢の初仕事 悪人チェック!!（1988年） - 伝八
  - 必殺スペシャル・新春 決定版!大奥、春日野局の秘密 主水、露天風呂で初仕事（1989年） - 鉄トンボの弥助
  - 必殺スペシャル・新春 大暴れ仕事人! 横浜異人屋敷の決闘（1990年） - 石坂周造
  - 必殺スペシャル・春 勢ぞろい仕事人! 春雨じゃ、悪人退治（1990年） - 草森忠孝
  - 必殺仕事人・激突! 第16話「夢次、江戸のテレクラでバイトする」（1992年） - 半次郎
- 走れ!ケー100 第20話「相手が鯨じゃでかすぎるョ」（1973年、TBS） - 伊達ゴロウ
- 風の中のあいつ 第3話「初旅の詩」 （1973年、TBS）
- 隠密剣士 突っ走れ! 第6話「まぼろしを斬る信太郎」（1974年、TBS） - 小山田竜馬
- ニセモノご両親（1974年、TBS） - 児島三平
- 白い滑走路（1974年、TBS） - 深沢保
- 太陽にほえろ! 第84話「人質」（1974年、日本テレビ） - 白石登
- どっこい大作 第59話「咲け! のぞみの花」、第62話「日本一は誰だ!!」（1974年、NET） - 村上健太
- 長崎犯科帳（1975年、日本テレビ） - 同心・猪俣安兵衛
- 事件ファイル110 甘ったれるな（1976年、TBS） - 宮本刑事
- 夫婦旅日記 さらば浪人 第8話「青葉の宿」（1976年、フジテレビ） - 及川徹太郎
- お耳役秘帳 第9話「聞くか聞かぬか女のお耳」（1976年、関西テレビ） - 神尾孫八郎
- 分水嶺（1977年、毎日放送）
- 銀河テレビ小説 / わらの女（1977年、NHK総合）
- おくどはん（1977年 - 1978年、朝日放送）
- 大空港 第12話「逃亡者」（1978年、フジテレビ） - 清沢（ラジオディレクター）
- 風をみた女（1978年 - 1979年、毎日放送）
- 朝ごはんぬき?（1979年、フジテレビ）
- 大河ドラマ / 草燃える 第45話「小夜菊」（1979年、NHK総合） - 御家人
- 斬り捨て御免!（12ch→テレビ東京）
  - 第1シリーズ（1980年）
    - 第5話「命を賭けた母子星」 - 九郎兵衛
    - 第21話「男に惚れたはぐれ花」 - 直八

  - 第2シリーズ 第4話「悪鬼が散らした無惨花」（1981年） - 銀次
  - 第3シリーズ 第8話「三万両の身代金に賭けた命」（1982年） - 利吉
- 桃太郎侍（日本テレビ）
  - 第182話「命を賭けた恋だった」（1980年） - 弥助
  - 第203話「逃げろ! 田之助、絶体絶命」（1980年）
  - 第230話「すずめの泪三千両」（1981年）
- 江戸の朝焼け 第3話「流転の再会」（1980年、フジテレビ）
- 旅がらす事件帖 第12話「風が呼ぶ佐渡路の宝」（1980年、関西テレビ） - 波之助
- 長七郎天下ご免!（テレビ朝日・東映）
  - 第58話「晴れ舞台 姉弟しぐれ」（1981年） - 政吉
  - 第91話「泣いて笑った 火の玉母ちゃん」（1981年）- 幸吉
- 土曜ワイド劇場（テレビ朝日）
  - 京都殺人案内（朝日放送）
    - 第4作「亡き妻に捧げる犯人」（1981年） - 佐山刑事
    - 第18作「20時18分の死神!?」（1992年） - 鈴木道生
    - 第22作「高千穂から消えた美女と夜神楽の謎」（1996年） - 島野康夫

  - 西村京太郎トラベルミステリー
    - 第1作「終着駅殺人事件」（1981年）
    - 第8作「特急北アルプス殺人事件 新名古屋−下呂−高山 飛騨路で連続殺人!」（1986年） - 塚越孝

  - 死角に消えた殺人者（1982年）
  - 東京湾殺人めぐり（1983年）
  - 松本清張の溺れ谷（1983年）
  - 火の坂道（1983年）
  - 探偵・神津恭介の殺人推理
    - 第1作「高木彬光の刺青殺人事件 天才神津恭介の推理 浴室から女体が消える」（1983年） - 秋田刑事
    - 第3作「魔笛に魅せられた女 浴室で真犯人を」（1985年） - 刑事
    - 第4作「初夜に消えた花嫁 ヴィーナスの柩の謎」（1986年）
    - 第5作「血ぬられた薔薇 婚約パーティで真犯人を」（1986年）
    - 第6作「ビデオに写った妖しい女 私は殺される」（1987年） - 刑事
    - 第7作「呪縛の家 美しい三姉妹を狙った死の予告トリック」（1987年）
    - 第8作「伊豆下田海岸に赤い殺意が走る 悪魔の嘲笑」（1988年）
    - 第9作「こだま号遠隔マジック!? 人形はなぜ殺される」（1990年） - 小島刑事
    - 第11作「密室から消えた美女 2-1=1が怪しい!?」（1992年） - 田沢警部

  - 女教師 白い肌の記憶（1983年）
  - 万引き夫人のとんでもない誤解（1984年） - デパートの宝石売り場の店員
  - 切り札をもつ女（1985年） - 鑑識技官
  - 人妻サギ師 血に染まった5000万円 死ぬ前に一度お願い!!（1985年） - 南新宿署刑事
  - 京都妖怪地図 第3作「鳥辺山に棲む八百歳の女子大生」（1985年、朝日放送）
  - 女医の死亡診断書 殺人が病死にかえられた!（1985年）
  - 悪女志願 狙われた美人0Lの復讐! 盗聴、変身…華麗なる完全犯罪（1986年）
  - 白衣の複合殺人（1987年）
  - 幻の船連続殺人・東京エリート刑事VS大阪根性刑事（1988年） - 富永洋介
  - 謎のダイヤモンドを求めて日本縦断!（1989年） - 滝沢茂雄
  - 消えた女 浴衣の美人姉妹に殺意が（1989年）
  - 和久峻三ミステリー 京都セクシー妖怪殺人案内（1997年） - 高田康弘
  - 瀬戸内ミステリー海流 無人島の首なし死体（1990年） - 小杉章治
  - かえ玉結婚式殺人事件（1991年） - 町村
  - 魔性の殺人 幽霊からの脅迫電話!?（1993年） - 中沢刑事
  - 松本清張スペシャル 状況曲線・巨大談合組織の黒い殺人!（1994年） - 田中刑事
  - 新宿ラブストーリー事件簿 第3作「白い粉連続殺人! 疑惑の美人女医と刑事の危険な関係」（1996年、朝日放送） - 岩井満
  - エステ美女連続殺人事件!（1997年）
  - 新・赤かぶ検事奮戦記 第4作「飛騨路を火魔が走る! 墓の赤印は殺人予告」（1997年、朝日放送） - 井上正
- 闇を斬れ 第2話「春風に泣いた血汐花」（1981年、関西テレビ） - 弥三
- ザ・ハングマンシリーズ（朝日放送）
  - ザ・ハングマン（1981年）
    - 第31話「サギ師野郎 危ない綱渡り」 - 田沢（黒崎ビジネスコンサルタント社員）
    - 第39話「悪医者は吸血処刑」 - 橋爪弁護士

  - ザ・ハングマン4 第20話「麻薬女優と大学教授の恋がハメられる!」（1985年） - 牧田（倉田代議士秘書）
  - ザ・ハングマンV 第25話「代理ママの製造ベビーが売られる!」（1986年） - 矢島社長（「しゃぶ禅」）
  - ハングマンGOGO 第9話「殺してやるからお嫁においで」（1987年） - 相沢健二（相沢物産社長）
- 時代劇スペシャル（フジテレビ）
  - 血槍富士（1981年）
  - 旗本やくざ 大江戸喧嘩帳（1982年） - 三造
- 幻之介世直し帖 第9話「女心を操る悪を斬れ」（1981年、日本テレビ）
- お命頂戴! 第1話「変幻葵殺法 最後の哀しき抱擁」（1981年、テレビ東京）
- 火曜サスペンス劇場（日本テレビ）
  - 松本清張の花氷（1982年） - 刑事
  - 悪魔の手毬唄殺人事件（1987年）
  - 〜天使の復讐〜殺人事件（1987年）
  - 京都・女性記者シリーズ - 山口孝介
    - 京都周山殺人街道（1988年）
    - 京都鞍馬殺人街道（1989年）
    - 京都物集女殺人街道（1990年）
    - 京都大原殺人街道（1991年）
    - 京都大石殺人街道（1992年）
    - 京都吉野殺人街道（1992年）
    - 京都北国殺人街道（1993年）
    - 京都丹後殺人街道（1993年）
    - 京都氷室殺人街道（1993年）

  - 虹色の殺人（1988年） - 町田刑事
  - 顔斬り（1990年）
  - 北の運河殺人事件 姉を殺した男を守るアリバイの壁（1992年）
  - 当番弁護士（1995年）
  - 松本清張スペシャル・恐喝者（1997年） - 畑
- 赤かぶ検事奮戦記（朝日放送）
  - 赤かぶ検事奮戦記II 第11話「悪女が匂う」（1982年） - 木戸不二夫
  - 赤かぶ検事奮戦記III 第6話「賽銭を食う狐と狸」（1983年） - 堂本三千綱
  - 赤かぶ検事奮戦記IV 第5話「遺骨を欲しがる女」（1985年）
- ザ・サスペンス（TBS）
  - 愛の殺人切符（1982年）
  - 十津川警部シリーズ 第4作「下り特急"富士"〈ラブ・トレイン〉殺人事件」（1983年）
  - 京都・北陸殺人紀行（1984年）
  - エメラルドの海が憎い（1984年）
- 源九郎旅日記 葵の暴れん坊 第8話「いのち白浪 恋の舞い」（1982年、テレビ朝日） - 石坂
- 遠山の金さん（テレビ朝日）
  - 第5話「江戸の華! 一番纏で一件落着」（1982年）
  - 第36話「悪酒が招いた生花師匠殺人事件!」（1982年） - 与七
  - 第49話「大逆転! 泥棒になった遠山桜」（1983年）- 坪内玄良
  - 第102話「前代未聞! 凧が女性の敵を殺した!?」（1984年）- 矢吉
  - 第127話「深川情話 愛をきざむ氷の女!」（1985年）- 孝次
  - 第140話「女用心棒・黒猫のお銀II "女は心が命です"」（1985年）- 権田三九郎
- 眠狂四郎円月殺法 第3話「女体いけにえ無情剣」（1982年、テレビ東京） - 丈吉
- 新・松平右近 第15話「越すに越されぬ箱根山」（1983年、日本テレビ） - 手代
- 木曜ゴールデンドラマ / 目撃者ご一報下さい（1983年、よみうりテレビ）
- 眠狂四郎無頼控  第18話「なみだ旅 母を求める子守唄」（1983年、テレビ東京） - 宗吉
- 長七郎江戸日記（日本テレビ）
  - 第1シリーズ
    - 第8話「風流五三の桐変化」（1983年） - 豊臣国松
    - 第65話「寛永御前試合・竜、立て!」（1985年）
    - 第97話「恋に落ちて」（1986年）
    - SP「血闘・荒木又右衛門」（1986年） - 河合又五郎

  - 第2シリーズ
    - 第14話「おふくろの味」（1988年） - 多七
    - SP「最後の挑戦・さらば長七郎」（1989年） - 城戸右門

  - 第3シリーズ
    - 第4話「ひとつぶの銀」（1990年） - 半五郎
    - 第26話「女侠涙の伊達姿」（1991年） - 清兵衛
- 戦国うらばなし 長勝院の萩・家康父子に愛された女（1983年、朝日放送）
- 京都マル秘指令 ザ新選組 第10話「脅迫10 茶道の宗家を色仕掛けで乗っとるぞ!」（1984年、朝日放送） - 柏木東秋
- 流れ星佐吉 第23話「姫の初体験と大金」（1984年、関西テレビ）
- 人妻捜査官 第17話「疑惑!? 女刑事が刺された教会」（1984年、朝日放送）
- 私はみだらな女 華道家元スキャンダル事件!（1984年、テレビ朝日）
- 暴れん坊将軍（テレビ朝日）
  - 暴れん坊将軍II（1985年）
    - 第92話「誰がワルやら閻魔やら!」 - 佐久一角
    - 第136話「おやこ鷹 師走の哀歌!」 - 笹本

  - 暴れん坊将軍V 第25話「盗っ人新さん、二代目襲名!」（1993年） - 秋田
  - 暴れん坊将軍VI 第33話「女賞金稼ぎ修羅の花道!」（1995年） - 加納屋伝兵衛
- 特命刑事ザ・コップ 第11話「女ゴルファーを狙え!」（1985年、朝日放送）
- 金曜女のドラマスペシャル / 松本清張の黒い画集・紐（1985年、フジテレビ）
- 白虎隊（1986年、日本テレビ） - 山口次郎
- 傑作時代劇 / 五瓣の椿（1987年、テレビ朝日）
- 京都サスペンス / 柩の中に藤の花を（1987年、関西テレビ）
- 田原坂（1987年、日本テレビ） - 黒田清隆
- ベイシティ刑事 第31話「再会 恋人は銃声とともに!」（1988年、テレビ朝日）
- 火曜スーパーワイド（テレビ朝日）
  - マル秘桜荘のあぶない女たち 東京下町レディス下宿（1988年、朝日放送）
  - 西村京太郎トラベルミステリー 死を運ぶ新特急・谷川7号 美人OL探偵と窓際刑事（1988年） - 沼田中央署刑事
  - 和久峻三の祇園のゲイシャ弁護士II 女子ランナーのドーピング事件 もと亭主vs今の恋人（1989年、朝日放送） - 遠山
- 男と女のミステリー / 美人キャスター危機一髪!（1988年、フジテレビ） - 野崎
- NEWジャングル 第31話「あぶない嘘」（1988年、日本テレビ）
- 大忠臣蔵（1989年、テレビ東京） - 大石瀬左衛門
- 月曜・女のサスペンス / 原島弁護士の愛と悲しみ（1989年 、テレビ東京）
- 水曜グランドロマン / 交通刑務所の朝（1989年、日本テレビ）
- 鬼平犯科帳（フジテレビ）
  - 第1シリーズ 第15話「泥鰌の和助始末」（1989年） - 金谷の久七
  - 第2シリーズ 第21話「熱海みやげの宝物」（1991年） - 小沼の富造
  - 第3シリーズ 第11話「夜鷹殺し」（1992年） - 留吉
  - 第4シリーズ 第14話「ふたり五郎蔵」（1993年） - 戸祭りの久助
  - 第5シリーズ 第14話「駿州・宇津谷峠」（1994年） - 徳治
- 燃えよ剣（1990年、テレビ東京） - 平山五郎
- 家政婦日記（1990年、毎日放送）
- 付き馬屋おえん事件帳（テレビ東京）
  - 第1シリーズ 第7話「女郎ぐもの罠」（1990年） - 花村屋
  - 第3シリーズ 第9話「吉原色里忍び恋」（1995年） - 山野井草庵
- 火曜ミステリー劇場（テレビ朝日）
  - 赤かぶ検事奮戦記（朝日放送） - 榊田警部
    - 第1話「おしゃべり地蔵殺人事件」（1990年）
    - 第3話「南紀勝浦温泉殺人迷路」（1991年）

  - ペテン師軍団10億円パーフェクトゲーム!（1991年、朝日放送）
- 神谷玄次郎捕物控 第6話「神隠し」（1990年、フジテレビ） - 春日
- 江戸中町奉行所（テレビ東京）
  - 第1シリーズ 第10話「死を招く愛の地獄」（1990年）
  - 第2シリーズ 第2話「惚れた悪女のかけた罠 夫婦喧嘩を犬が食った」（1992年）
- 寛永風雲録（1991年、日本テレビ） - 堀田正盛
- さすらい刑事旅情編III 第22話「疑惑のカプセル! 美人添乗員の犯罪」（1991年、テレビ朝日）
- 銭形平次（フジテレビ）※北大路欣也版
  - 第1シリーズ 第14話「盗まれた仏像」（1991年）
  - 第2シリーズ 第11話「一度死んだ女」（1992年）
  - 第3シリーズ 第14話「死の花嫁衣裳」（1993年）
  - 第4シリーズ 第5話「最後の賭け」（1994年）
  - 第6シリーズ 第5話「顔のない男」（1997年） - 蔵吉
- 赤かぶ検事の逆転法廷（1992年、朝日放送） - 榊田一平捜査課長
- 八百八町夢日記 第2シリーズ 第11話「命がけ! 鉄火肌の女」（1992年、日本テレビ） - 柿沼監物
- あばれ八州御用旅 第3シリーズ 第5話「一天地六 賽の目地獄」（1992年、テレビ東京） - 神谷多三郎
- 闇を斬る!大江戸犯科帳 第5話「悲しい嘘」（1993年、日本テレビ） - 鮫三
- 月曜ドラマスペシャル / 刑事ガンさん（TBS）
  - 第3作「京都祇園祭り殺人事件」（1993年）
  - 第4作「京都花の祭殺人事件」（1994年） - 家田謙蔵
- 金曜エンタテイメント（フジテレビ）
  - 松本清張の異変街道（1993年） - 神官
  - 鍵師3（1995年）
- 八丁堀捕物ばなし 第12話 「約束」（1994年、フジテレビ）
- 江戸を斬るVIII 第1話、第2話「遠山桜が悪を斬る」（1994年、TBS） - 中馬平内
- 殿さま風来坊隠れ旅 第10話「闇を走る鉄仮面!」（1994年、テレビ朝日） - 毛利淡路守
- 豊臣秀吉 天下を獲る!（1995年、テレビ東京） - 林通勝
- 炎の奉行 大岡越前守（1997年、テレビ東京） - 荻原重秀
- 遠山の金さんVS.女ねずみ 第12話「疑惑の罠! 与力の妻が万引き」（1997年、テレビ朝日） - 銀次
- 金さんVS.女ねずみ 第20話「罠! 帰ってきた婚約者」（1998年、テレビ朝日） - やげん堀の松蔵

### 映画
- 若い仲間たち うちら祇園の舞妓はん（1963年、東宝） - 学生B
- 鬼輪番（1974年、東宝） - 六地蔵
- 野獣刑事（1982年、東映） - 記者B
- 塀の中の懲りない面々（1987年、松竹） - 看守
- ウルトラシリーズ
  - ウルトラマンメビウス&ウルトラ兄弟（2006年、松竹） - 北斗星司
  - 大決戦!超ウルトラ8兄弟（2008年、松竹） - 北斗星司
  - 大怪獣バトル ウルトラ銀河伝説 THE MOVIE（2009年、ワーナー・ブラザース） - ウルトラマンAの声
  - ウルトラマンゼロ THE MOVIE 超決戦!ベリアル銀河帝国（2010年、松竹） - ウルトラマンAの声
  - ウルトラマンサーガ（2012年、松竹） - 北斗星司
- 時空警察ハイペリオン（2009年、マクザム） - 咲山健太

### 舞台
- ウルトラマンプレミアステージ2（2008年、中日劇場） - ウルトラマンA（声）

### 玩具
- ウルトラレプリカ メビウスブレス -ULTRA BROTHERS EDITION-（2024年3月）